# Маза-Югла
Маза-Югла (латыш. Mazā Jugla, нем. Kleine Jägel, рус. Малая Югла) — река в Латвии, левая составляющая реки Югла. Длина реки — 119 км, площадь водосборного бассейна — 675,3 км².
Река Маза-Югла берёт начало в Таурупской волости на западных склонах Центрально-Видземской возвышенности. Течёт преимущественно в западном направлении через леса параллельно реке Лиела-Югла. В нижнем течении протекает по Приморской низменности. Сливается с рекой Лиела-Югла в юго-восточной части озера Юглас.
Река извилистая, берега преимущественно низменные. Дно каменисто-песчаное, местами небольшие пороги. Падение русла в верхнем течении — 3—4 м/км. На берегах местами имеются девонские обнажения. В нижнем течении по берегам произрастают тростник, камыш и аир. У села Добелниеки на реке устроена ГЭС.